# Municipio de Salem (condado de Meigs)
El municipio de Salem (en inglés: Salem Township) es un municipio ubicado en el condado de Meigs en el estado estadounidense de Ohio. En el año 2010 tenía una población de 1051 habitantes y una densidad poblacional de 9,32 personas por km².

## Geografía
El municipio de Salem se encuentra ubicado en las coordenadas 39°4′30″N 82°14′50″O / 39.07500, -82.24722. Según la Oficina del Censo de los Estados Unidos, el municipio tiene una superficie total de 112.77 km², de la cual 112,75 km² corresponden a tierra firme y (0,02 %) 0,02 km² es agua.

## Demografía
Según el censo de 2010, había 1051 personas residiendo en el municipio de Salem. La densidad de población era de 9,32 hab./km². De los 1051 habitantes, el municipio de Salem estaba compuesto por el 97,15 % blancos, el 0,86 % eran afroamericanos, el 0,1 % eran amerindios, el 0,1 % eran de otras razas y el 1,81 % eran de una mezcla de razas. Del total de la población el 0,38 % eran hispanos o latinos de cualquier raza.